# Pierre Phelipon
Pierre Phelipon, né le 5 février 1935 à Paris, est un footballeur français, reconverti en entraîneur de 1968 à 1992. Il évoluait au poste de défenseur.

## Palmarès

### Palmarès de joueur
- Champion de France de D2 en 1971 avec le Paris Saint-Germain
- Vice-champion de France D2 en 1969 avec l'AS Angoulême

### Palmarès d'entraîneur
- Champion de France de D2 en 1971 avec le Paris Saint-Germain
- Vice-champion de France D2 en 1969 avec l'AS Angoulême
- Vice-champion de France D2 en 1980 avec le Tours FC